# Dl. Eko (Lost)

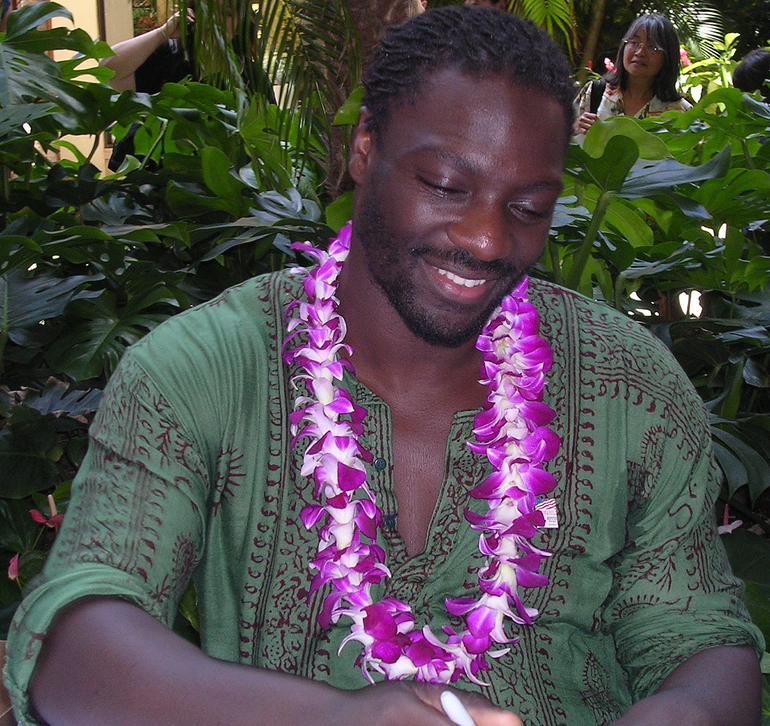
Dl. Eko

Dl. Eko (Adewale Akinnuoye-Agbaje) este unul dintre personajele principale din serialul de televiziune american Lost.